# IBCLC savjetnica za dojenje
IBCLC savjetnica za dojenje je zdravstvena radnica specijalizirana u podršci majci i djetetu u dojenju, s certifikatom koji joj je dodijelio The International Board of Lactation Consultant Examiners (IBLCE) nakon što je ispunila njihove kriterije i položila ispit.

## Opis
IBCLC savjetnice za dojenje educirane su da pomognu majkama u sprječavanju i rješavanju poteškoća s dojenjem poput uputa o pravilnoj tehnici dojenja, prevenciji i postupcima kod oštećenja bradavica, problema vezanih uz povećano i smanjeno stvaranje mlijeka, dojenja prijevremeno rođene djece, izdajanju i pravilnom pohranjivanju mlijeka, postupcima kod mastitisa ili soora, dojenja nakon carskog reza, dojenja i uzimanja lijekova i sl. Obično rade u rodilištima, domovima zdravlja, bankama humanog mlijeka, u javnozdravstvenim ustanovama, akademskim institucijama i sl. IBCLC savjetnice za dojenje su najčešće patronažne sestre, primalje, medicinske sestre i pedijatrice.

## Povijest i organizacija
IBLCE je organizacija koju je osnovala grupa laičkih savjetnica za dojenje iz La Leche League s ciljem da profesionaliziraju vještine koje su razvile tijekom rada s majkama koje doje. Prvi IBCLC certifikat dodijeljen je 1985. godine i dosad je u svijetu certificirano oko 33.400 savjetnica za dojenje iz 125 zemalja. Kako bi se kvalificirale za IBLCE ispit, kandidatkinje mogu odabrati različite načine, uključujući praktičnu podršku obiteljima u dojenju na svojem radnom mjestu, kroz akademske programe na fakultetima ili sveučilištima i diplomu iz humane laktacije i dojenja ili kroz kliničko stažiranje uz mentorstvo IBCLC supervizorice.
Ispit za stjecanje zvanja IBCLC savjetnice za dojenje održava se dvaput godišnje na isti datum u cijelom svijetu (proljeće i jesen), a od 2009. godine se može polagati i u Hrvatskoj na hrvatskom jeziku. Certificirane savjetnice za dojenje mogu koristiti nazive IBCLC i/ili RLC (Registered Lactation Consultant) iza svojeg imena. Okupljene su u međunarodnu udrugu savjetnica za dojenje (ILCA). IBCLC savjetnice se moraju ponovno certificirati svakih pet godina kroz dokaz o kontinuiranoj doedukaciji (95 sati) ili polaganje ispita.
Ako osoba koja nema zdravstvenu naobrazbu želi postati IBCLC savjetnica za dojenje, ona treba završiti akademsku izobrazbu iz 14 područja karakterističnih za obvezno obrazovanje zdravstvenih radnika i o tome priložiti dokaze prije pristupanja ispitu.
Dan IBCLC savjetnica održava se prve srijede u ožujku svake godine.

## Učinkovitost podrške
IBCLC savjetnice poboljšavaju ishode dojenja u svojim zajednicama. Majke koje su rodile u rodilištima u kojima rade IBCLC savjetnice, češće isključivo ili djelomično doje. Preporuka je zato da se u rodilištu osigura jedna IBCLC savjetnica na svakih 15 rodilja. Dokazi su pokazali da su intervencije za dojenje, uključujući savjetnice za dojenje, povećale broj žena koje su započele dojenje.

## IBCLC savjetnice u Hrvatskoj
U Hrvatskoj je trenutno aktivno 28 IBCLC savjetnica za dojenje. Okupljene su u Hrvatskoj udruzi savjetnica za dojenje (HUSD). Udruga organizira edukacije za savjetnice za dojenje, simpozije za zdravstvene radnice i radnike, obilježava Svjetski tjedan dojenja.    

## Vanjske poveznice
- Hrvatska udruga savjetnica za dojenje
- International Lactation Consultant Association
- Međunarodni odbor ispitivača savjetnica za dojenje (IBLCE)